# Placodiscus attenuatus
Placodiscus attenuatus är en kinesträdsväxtart som beskrevs av J.B. Hall. Placodiscus attenuatus ingår i släktet Placodiscus och familjen kinesträdsväxter. Inga underarter finns listade i Catalogue of Life.